# 吳淑珍
吳淑珍（1952年7月11日—），中華民國政治人物，生於臺南市麻豆區，曾任中華民國第一夫人及第一屆增額立法委員。

## 生平

### 早年
吳淑珍出生於富裕的医生家庭，曾就讀臺南縣立曾文初級中學與臺北市立中山女子高級中學，大學時就讀國立中興大學法商學院地政學系（今國立臺北大學不動產與城鄉環境學系），在旅北同學會與陳水扁越來越熱絡，進而相戀。吳淑珍的畢業論文，便是陳水扁代為完成。畢業後，吳淑珍欲嫁給陳水扁，但由於陳水扁三級貧戶出身的家庭背景，而且當時只是個初出茅廬的小律師，所以遭到吳淑珍的醫師父親反對，但性格剛烈的吳淑珍執意要嫁，最後1975年2月20日與陳水扁在臺北市結婚，證婚人為當時陳水扁的指導教授翁岳生。

### 政治生涯
在1979年美麗島事件發生之後，吳淑珍對於陳水扁是否成為該案辯護律師即曾表示贊成。
1985年11月18日，外出為落選臺南縣縣長選舉的陳水扁謝票時，吳淑珍遭張榮財駕駛拼裝貨車從巷弄中撞擊，自此下半身瘫痪，終身須依靠輪椅。
1986年6月，其夫陳水扁因蓬萊島雜誌案入獄；12月，吳淑珍代夫出征，代表甫成立的民主進步黨參選第五次增額立法委員，並以第七名（應選八名）當選。陳水扁出獄後擔任其特別助理。
1987年於立院大會質詢，籲請政府調查金門縣三七事件。1988年，其成為第一位在立法院明確提出台獨與台湾制宪的主張者。故有論者認為，吳淑珍的主張「預告了台灣憲法時刻的即將到來」:155—156。

### 後第一夫人時期
2022年6月13日，陳水扁在社群媒體表示，吳淑珍確診新冠肺炎誘因原先其脊髓損傷，確診後血氧濃度僅有91、92；隔日陳水扁再在臉書透漏吳的病情「風中殘燭即將熄滅」並入院治療；20日，吳淑珍在確診後曾一度出現幻覺且精神恍惚，但目前情況已有改善，依規定已經可以解除隔離。
2022年10月，吳淑珍左上眼瞼出現異物，經醫師診斷為惡性腫瘤。10月10日，為防止病情蔓延，高雄長庚醫院手術切除腫瘤，手術初步順利。

## 選舉紀錄
| 年度 | 選舉屆數                     | 選舉區               | 所屬政黨   | 得票數 | 得票率 | 當選標記 | 備註 |
| ---- | ---------------------------- | -------------------- | ---------- | ------ | ------ | -------- | ---- |
| 1986 | 第一屆立法委員第五次增額選舉 | 臺北市立法委員選舉區 | 民主進步黨 | 80,139 | 8.77%  |          |      |

## 獲獎與榮譽
- 美国国家民主基金会民主服務獎章（2002年）[11]

## 爭議

### 贪腐丑闻
2006年11月3日，高檢署書記官長張文政發表國務機要費偵查結案，據檢方認定陳水扁與吳淑珍、馬永成、林德訓、陳鎮慧等人均涉貪瀆，而因陳水扁具總統身份而受《中華民國憲法》第52條之保障有刑事豁免權，要等其卸任或遭罢免之後才能另外起訴。高檢署只起訴吳淑珍、馬永成、林德訓、陳鎮慧四人，並認為吳淑珍以他人付款消費的發票詐領國務機要費共新台幣1,480萬元以上。
2006年11月30日，民進黨中評會決議，將因國務機要費案遭起訴的吳淑珍、前總統府副秘書長馬永成、總統辦公室主任林德訓、總統府出納陳鎮慧四名黨員處以停權一年六個月的處分。但中評會也作出「相信四人清白」的附帶決議：如果四人一審被判決無罪，將立刻恢復黨權。
2006年12月15日，吳淑珍及同案被告出庭應訊，應訊過程吳等四名被告均表示不認罪。吳淑珍因身體不適於上午11時10分左右被送往臺大醫院。該事件之發生引起多方注意，法官蔡守訓要「吳淑珍下次庭訊把簡易病床帶到法庭」，「病患人權」與「被告義務」之衝突成為各界討論之重點。
2009年9月11日，臺北地方法院一審宣判吳淑珍無期徒刑，併科新台幣3億元罰金，同時褫奪公權終身。
2010年6月11日，高等法院二審宣判吳淑珍有期徒刑20年，併科新台幣2億元罰金，褫奪公權10年。
2010年11月11日，最高法院以實質影響力說，逕為判決，龍潭購地案三審定讞，吳淑珍被判有期徒刑11年，併科新台幣1.5億元罰金，陳敏薰人事案的部分也三審定讞，加上她於此案還涉國內洗錢，被判有期徒刑8年7個月，併科新台幣500萬元罰金。
2010年12月13日，高等法院裁定合併刑期17年半，併科新台幣1.54億元罰金。
2011年2月18日，吳淑珍被高雄地檢署轉送至臺中監獄附設培德醫院評估是否收監，獄方和評估醫療團隊在當天下午4時對外宣布「拒收」，高檢署隨後宣布，將吳淑珍責付給陳致中，限制住居、禁止出境。
2011年8月26日，國務機要費案更一審出現逆轉判決，高等法院改判陳水扁與吳淑珍無罪。
2022年10月12日，前中央研究院院長李遠哲接受震傳媒影音節目《新聞不芹菜》專訪時爆料，陳水扁執政時有一位美国科學家來臺灣投資，遭黑道介入，「很糟糕的是，陳水扁夫人（吳淑珍）介入在裡面」；他憤而親赴總統府告誡陳水扁「這種事情是非常不好的」，陳水扁當下看起來無能為力，後來這位科學家無法再來台灣。